# For Whom the Bell Tolls (canción de Bee Gees)
«For Whom The Bell Tolls» (Por quién repican las campanas) es una canción de Bee Gees, lanzado como el segundo sencillo de su álbum Size Isn't Everything en 1993. Alcanzó el puesto # 4 en las listas del Reino Unido.

## Posición en las listas
| País           | Posición alcanzada |
| -------------- | ------------------ |
| Argentina      | 1                  |
| Bélgica        | 10                 |
| Brasil         | 1                  |
| Alemania       | 52                 |
| Irlanda        | 6                  |
| Países Bajos   | 20                 |
| Estados Unidos | 109                |
| Reino Unido    | 4                  |

- Datos: Q5466929